# Tromatobia argiopei
Tromatobia argiopei är en stekelart som beskrevs av Tohru Uchida 1941. Tromatobia argiopei ingår i släktet Tromatobia och familjen brokparasitsteklar. Inga underarter finns listade i Catalogue of Life.